# Neoeme opaca
Neoeme opaca är en skalbaggsart som beskrevs av Dmytro Zajciw 1958. Neoeme opaca ingår i släktet Neoeme och familjen långhorningar. Inga underarter finns listade i Catalogue of Life.